# WANDS BEST 〜HISTORICAL BEST ALBUM〜
『WANDS BEST 〜HISTORICAL BEST ALBUM〜』（ワンズ・ベスト ヒストリカル・ベスト・アルバム）は、1997年11月6日に発売されたWANDSのベスト・アルバム。発売元はB-Gram RECORDS。

## リリース
メンバーが変更（第3期）された直後にリリースされた2枚目のベスト・アルバムで、WANDS最後のオリコンアルバムチャート1位獲得作品。
シングル曲を中心とした選曲となっているが、7thシングル「Jumpin' Jack Boy」のみ収録されていない。また、第2期時代のアルバム『PIECE OF MY SOUL』に収録されている楽曲「MILLION MILES AWAY」は3期のメンバーによって再録音されている。
WANDSのボーカルであった上杉は「『SINGLES COLLECTION+6』でベスト盤のリリースは終わっている。自分の知らない所で意図的にこのようなアルバムが発売された事に驚いている」と述べている。なお、本作発売日に、脱退したボーカル上杉とギター柴崎による、al.ni.co結成の旨を「朝日新聞」の一面広告にて発表している。

## リミックス
「寂しさは秋の色」「もっと強く抱きしめたなら」「時の扉」「愛を語るより口づけをかわそう」「Same Side」「WORST CRIME〜About a rock star who was a swindler〜」は、B'zらを手がけるエンジニアの野村昌之によってリミックスが施されている（詳細は収録曲を参照）。本作以降に発売されたベスト・アルバムでは、元のミックスに忠実なリマスタリングが施された音源で収録されている。

## 批評
| 専門評論家によるレビュー | 専門評論家によるレビュー |
| レビュー・スコア         | レビュー・スコア         |
| 出典                     | 評価                     |
| ------------------------ | ------------------------ |
| CDジャーナル             | 肯定的                   |

CDジャーナルは、「メンバー・チェンジのたびに、サウンドも進化し続けてきたWANDS。そんな3期にわたる歴史が集約されている。」と批評した上で、「作品を出す毎にハードなロック色を強めていく姿が、時代ごとに楽曲を追いかけ聴いていくと、見えてくるはずだ。」肯定的に評価している。

## 収録曲
- ※印は、リミックスが施されている楽曲。

| #         | タイトル                                                   | 作詞               | 作曲           | 編曲       | ミックス          | 時間  |
| --------- | ---------------------------------------------------------- | ------------------ | -------------- | ---------- | ----------------- | ----- |
| 1.        | 「寂しさは秋の色」(※)                                      | 上杉昇             | 栗林誠一郎     | 明石昌夫   | 野村昌之          | 4:44  |
| 2.        | 「ふりむいて抱きしめて」                                   | 上杉昇             | 大島康祐       | 大島康祐   | 近藤信            | 4:00  |
| 3.        | 「もっと強く抱きしめたなら」(※)                            | 魚住勉・上杉昇     | 多々納好夫     | 葉山たけし | 野村昌之          | 4:44  |
| 4.        | 「世界中の誰よりきっと 〜Album Version〜」(※)              | 上杉昇・中山美穂   | 織田哲郎       | 明石昌夫   | 島田勝弘          | 4:26  |
| 5.        | 「時の扉」(※)                                              | 上杉昇             | 大島康祐       | 明石昌夫   | 野村昌之          | 4:05  |
| 6.        | 「愛を語るより口づけをかわそう」(※)                        | 上杉昇             | 織田哲郎       | 明石昌夫   | 野村昌之          | 4:29  |
| 7.        | 「恋せよ乙女」                                             | 上杉昇             | 大島康祐       | 葉山たけし | 島田勝弘          | 3:30  |
| 8.        | 「世界が終るまでは…」                                      | 上杉昇             | 織田哲郎       | 葉山たけし | 島田勝弘          | 5:16  |
| 9.        | 「Secret Night 〜It's My Treat〜」                         | 上杉昇・栗林誠一郎 | 栗林誠一郎     | 池田大介   | 野村昌之          | 5:27  |
| 10.       | 「Same Side」(※)                                           | 上杉昇             | 上杉昇・柴崎浩 | WANDS      | 野村昌之          | 5:06  |
| 11.       | 「WORST CRIME〜About a rock star who was a swindler〜」(※) | 上杉昇             | 柴崎浩         | WANDS      | 野村昌之          | 4:07  |
| 12.       | 「錆びついたマシンガンで今を撃ち抜こう」                   | 小松未歩           | 小松未歩       | 池田大介   | Kenichi Kashiyama | 4:40  |
| 13.       | 「Try Again」                                              | 木村真也           | 木村真也       | WANDS      | Takayuki Ishikawa | 4:35  |
| 14.       | 「MILLION MILES AWAY」                                     | 上杉昇             | 木村真也       | WANDS      | Kenichi Kashiyama | 3:54  |
| 合計時間: | 合計時間:                                                  | 合計時間:          | 合計時間:      | 合計時間:  | 合計時間:         | 63:03 |

## 楽曲解説
- 収録曲の詳細は、各項目を参照。

1. 寂しさは秋の色
  - 第1期。リミックスバージョンで、原曲に比べて楽器の音が大きくなっている。
2. ふりむいて抱きしめて
  - 第1期。
3. もっと強く抱きしめたなら
  - 第1期。リミックスバージョンで、間奏やエンディング部分におけるギターのパートが完全にカットされている。
4. 世界中の誰よりきっと 〜Album Version〜
  - 第2期。リミックスバージョン。
5. 時の扉
  - 第2期。リミックスバージョンで、ギター演奏の左チャンネルと右チャンネルが以前と比べてメリハリがついている。
6. 愛を語るより口づけをかわそう
  - 第2期。リミックスバージョン。ドラムスの音が強調されている。
7. 恋せよ乙女
  - 第2期。
8. 世界が終るまでは…
  - 第2期。
9. Secret Night 〜It's My Treat〜
  - 第2期。
10. Same Side
  - 第2期。リミックスバージョンで、演奏が激しい箇所の音量が抑えられている。
11. WORST CRIME〜About a rock star who was a swindler〜
  - 第2期。リミックスバージョンで、演奏が右チャンネルと左チャンネルで分けられている。
12. 錆びついたマシンガンで今を撃ち抜こう
  - 第3期の1stシングル。
13. Try Again
  - 第3期。上記シングルのカップリング。
14. MILLION MILES AWAY
  - 第3期によるカバー。第2期時代のアルバム『PIECE OF MY SOUL』に収録されている楽曲をリテイク。
  - オリジナル・ヴァージョンはドラムス、ベースは生だったが、今回はともに打ち込みとなっている。
  - このアレンジは、本作にしか収録されていない。  またビーイングの公式番組｢NO.｣やランキング番組（CDTV、うたばん）ではPVが放送されたが、現在まで映像作品への収録には至っていない｡
  - 上杉と和久の両ボーカルによって歌われた唯一の楽曲｡その後、上原大史がボーカルを取る第5期バージョンが19thシングル『YURA YURA』の名探偵コナン盤、7thアルバム『Version 5.0』に収録された｡これでWANDSに携わった3人のボーカルによってレコーディングされた唯一の楽曲となった｡

## 参加ミュージシャン
- 収録曲の参加ミュージシャンの詳細は、各項目を参照。

### WANDS
| 第1期（1991年〜1992年） - Vocal：上杉昇 - Guitar：柴崎浩 - Keyboards：大島康祐 | 第2期（1992年〜1997年） - Vocal：上杉昇 - Guitar：柴崎浩 - Keyboards：木村真也 | 第3期（1997年〜2000年） - Vocal：和久二郎 - Guitar：杉元一生 - Keyboards：木村真也 |